# Slag bij Vartanantz

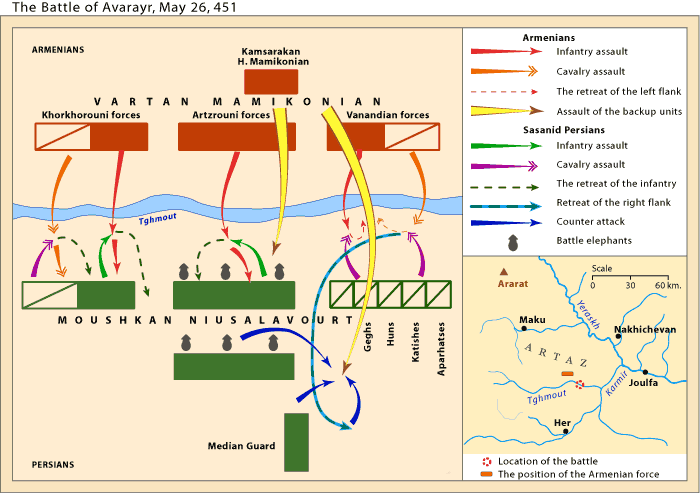
Schematische weergave van de Slag bij Vartanantz

De Slag bij Vartanantz (Perzisch: نبرد آوارایر; Armeens: Ավարայրի ճակատամարտ), ook de Slag bij Avarayr, werd op 26 mei 451 uitgevochten tussen het koninkrijk Armenië en het Perzische Rijk van de Sassaniden.

## Verloop
In 449 werd door Sassaniden-sjah Yazdagird II een edict uitgevaardigd waarin de Armeense christenen werden aangespoord om over te gaan tot het zoroastrisme. De Perzen zagen immers de katholieke kerk als een instrument van de Romeinse macht. Later in het jaren werden leidende Armeense edelen door de Perzen naar de stad Ctesiphon ontboden. Daar werden ze gedwongen om deel te nemen aan zoroastrische rituelen.
Bij thuiskomst werden de edelen geconfronteerd met een massaal verzet en brak een opstand uit. Vardan Mamikonian nam de leiding van de opstand op zich. De Perzen stuurden een leger van ongeveer 200.000 man, met onder andere strijdolifanten. Vardan vroeg de Romeinen om hulp, maar die kwam te laat. Het Armeense leger van 66.000 man, dat voornamelijk uit cavalerie bestond, werd op 26 mei 451 in een bloedige slag (op de vlakte van Avarayr, nu in West-Azerbeidzjan, Iran) verslagen. Alle leidende Armeense edelen werden daarbij gedood.

## Gevolgen
Door deze oorlog en de aansluitende verdrukking, was de Armeense kerk niet in staat om het Concilie van Chalcedon (van 8 oktober tot 1 november 451) bij te wonen. Hierdoor ontstonden theologische verschillen tussen de Armeense en de katholieke kerk. Samen met het aanhoudende verzet van de Armeense adel, was deze verwijdering van de katholieke kerk aanleiding voor de Perzen om 30 jaar later in Armenië godsdienstvrijheid toe te staan. 
De slag bij Vartanantz wordt daarom gezien als een eerder morele overwinning. Vardan Mamikonian is heilig verklaard en geldt in Armenië als een nationale held, 26 mei is er een feestdag.